# Lijst van voetbalinterlands Koeweit - Palestina
Deze lijst van voetbalinterlands is een overzicht van alle officiële voetbalinterlands tussen de nationale teams van Koeweit en Palestina. De landen hebben tot nu toe elf keer tegen elkaar gespeeld. De eerste ontmoeting was een groepswedstrijd tijdens de Arab Nations Cup 2002 op 25 december 2002 in Koeweit. Het laatste duel, een kwalificatiewedstrijd voor het Wereldkampioenschap voetbal 2026, werd gespeeld in Koeweit op 5 juni 2025.

## Wedstrijden
| №  | Plaats  | Datum            | Competitie                 | Wedstrijd           | Uitslag |
| -- | ------- | ---------------- | -------------------------- | ------------------- | ------- |
| 1  | Koeweit | 25 december 2002 | Arab Nations Cup 2002      | Palestina − Koeweit | 3 − 3   |
| 2  | Koeweit | 5 oktober 2003   | Azië Cup 2004 kwalificatie | Koeweit − Palestina | 2 − 1   |
| 3  | Koeweit | 8 oktober 2003   | Azië Cup 2004 kwalificatie | Palestina − Koeweit | 0 − 4   |
| 4  | Doha    | 22 december 2011 | Pan-Arabische Spelen 2011  | Palestina − Koeweit | 0 − 3   |
| 5  | Taif    | 25 juni 2012     | Arab Nations Cup 2012      | Koeweit − Palestina | 2 − 0   |
| 6  | Koeweit | 8 december 2012  | West-Azië Cup 2012         | Koeweit − Palestina | 2 − 1   |
| 7  | Koeweit | 21 maart 2013    | Vriendschappelijk          | Koeweit − Palestina | 2 − 1   |
| 8  | Koeweit | 11 mei 2018      | Vriendschappelijk          | Koeweit − Palestina | 2 − 0   |
| 9  | Koeweit | 18 januari 2021  | Vriendschappelijk          | Koeweit − Palestina | 0 − 1   |
| 10 | Doha    | 15 oktober 2024  | WK 2026 kwalificatie       | Palestina − Koeweit | 2 − 2   |
| 11 | Koeweit | 5 juni 2025      | WK 2026 kwalificatie       | Koeweit − Palestina | 0 − 2   |

## Samenvatting
| Competitie            | Totaal gespeeld | Winst Koeweit | Gelijk | Winst Palestina | Doelsaldo Koeweit – Palestina |
| --------------------- | --------------- | ------------- | ------ | --------------- | ----------------------------- |
| WK-kwalificatie       | 2               | 0             | 1      | 1               | 2 − 4                         |
| Azië Cup-kwalificatie | 2               | 2             | 0      | 0               | 6 − 1                         |
| Arab Nations Cup      | 2               | 1             | 1      | 0               | 5 − 3                         |
| West-Azië Cup         | 1               | 1             | 0      | 0               | 2 − 1                         |
| Pan-Arabische Spelen  | 1               | 1             | 0      | 0               | 3 − 0                         |
| Vriendschappelijk     | 3               | 2             | 0      | 1               | 4 − 2                         |
| Totaal                | 11              | 7             | 2      | 2               | 22 − 10                       |

KFA · A-internationals · Bondscoaches · Statistieken · Koeweits vrouwenelftal · Koeweit U21 · Koeweit U20 · Koeweit U19 · Koeweit U18 · Koeweit U17
1960 – 1969 · 
1970 – 1979 · 
1980 – 1989 · 
1990 – 1999 · 
2000 – 2009 · 
2010 – 2019 ·
2020 − 2029
WK 1982
OS 1980 ·
OS 1992 ·
OS 2000
1961 · 
1962 · 
1963 · 
1964 · 
1965 · 
1966 · 
1967 · 
1968 · 
1969 · 
1970 · 
1971 · 
1972 · 
1973 · 
1974 · 
1975 · 
1976 · 
1977 · 
1978 · 
1979 · 
1980 · 
1981 · 
1982 · 
1983 · 
1984 · 
1985 · 
1986 · 
1987 · 
1988 · 
1989 · 
1990 · 
1991 · 
1992 · 
1993 · 
1994 · 
1995 · 
1996 · 
1997 · 
1998 · 
1999 · 
2000 · 
2001 · 
2002 · 
2003 · 
2004 · 
2005 · 
2006 · 
2007 · 
2008 · 
2009 · 
2010 · 
2011 · 
2012 · 
2013 ·
2014 ·
2015 ·
2016 ·
2017 ·
2018 ·
2019 ·
2020 ·
2021 ·
2022
Afghanistan ·
Algerije ·
Armenië ·
Australië ·
Azerbeidzjan ·
Bahrein ·
Bangladesh ·
Bhutan ·
Bosnië en Herzegovina ·
Bulgarije ·
Cambodja ·
China ·
Colombia · 
Cyprus ·
DDR ·
Duitsland ·
Ecuador ·
Egypte ·
Engeland ·
Filipijnen ·
Finland ·
Frankrijk ·
Hongarije · 
Hongkong ·
IJsland ·
India ·
Indonesië ·
Irak ·
Iran ·
Ivoorkust ·
Japan ·
Jemen ·
Jordanië ·
Kameroen ·
Kazachstan ·
Kenia ·
Kirgizië ·
Laos ·
Letland ·
Libanon ·
Libië ·
Litouwen ·
Macau ·
Maleisië ·
Mali ·
Malta ·
Marokko ·
Mongolië ·
Myanmar ·
Nepal ·
Nieuw-Zeeland ·
Noord-Korea ·
Noorwegen ·
Oeganda ·
Oezbekistan ·
Oman ·
Pakistan ·
Palestina ·
Polen ·
Portugal ·
Qatar ·
Saoedi-Arabië ·
Singapore ·
Slowakije ·
Soedan ·
Sovjet-Unie ·
Syrië ·
Tadzjikistan ·
Taiwan ·
Thailand ·
Trinidad en Tobago ·
Tsjechië ·
Tsjecho-Slowakije ·
Tunesië ·
Turkmenistan ·
Verenigde Arabische Emiraten ·
Verenigde Staten ·
Vietnam ·
Wales ·
Zambia ·
Zimbabwe ·
Zuid-Korea ·
Zuid-Vietnam
Engeland (1982) · 
Frankrijk (1982) · 
Tsjecho-Slowakije (1982)
PFF · 
Bondscoaches · 
A-internationals · 
Palestijns vrouwenelftal
1953 – 1959 ·
1960 – 1969 ·
1970 – 1979 ·
1980 – 1989 ·
1990 – 1999 ·
2000 – 2009 ·
2010 – 2019 ·
2020 − 2029
Afghanistan ·
Australië ·
Azerbeidzjan ·
Bahrein ·
Bangladesh ·
Bhutan ·
Burundi ·
Cambodja ·
Chili · 
China ·
Comoren ·
Egypte ·
Filipijnen ·
Griekenland ·
Guam ·
Hongkong ·
India ·
Indonesië ·
Irak ·
Iran ·
Japan ·
Jemen ·
Jordanië ·
Kazachstan ·
Kirgizië ·
Koeweit ·
Libanon ·
Libië ·
Malediven ·
Maleisië ·
Marokko ·
Mauritanië ·
Mongolië ·
Myanmar ·
Nepal ·
Noord-Korea ·
Oezbekistan ·
Oman ·
Oost-Timor ·
Pakistan ·
Qatar ·
Saoedi-Arabië ·
Seychellen ·
Singapore ·
Soedan ·
Sri Lanka ·
Syrië ·
Tadzjikistan ·
Taiwan ·
Tanzania ·
Thailand · 
Turkmenistan ·
Verenigde Arabische Emiraten ·
Vietnam ·
Zuid-Korea